# 이공주 (핸드볼 선수)
이공주(李公主, 1980년 3월 25일 ~ )는 대한민국의 은퇴한 핸드볼 선수이다. 현역 시절 포지션은 레프트윙으로 2004년 하계 올림픽에서 은메달을 획득했다.

## 학력
- 용호초등학교
- 용호중학교
- 부산진여자상업고등학교

## 경력
- 2004년 하계 올림픽 여자 핸드볼 국가대표
- 2006년 아시안 게임 여자 핸드볼 국가대표

## 수상
- 2004년 하계 올림픽 여자 핸드볼 은메달
- 2006년 아시안 게임 여자 핸드볼 금메달